# Batalla del Estandarte
La batalla del Estandarte tuvo lugar el 22 de agosto de 1138 en las proximidades de Northallerton, en Yorkshire. Enfrentó al ejército de David I de Escocia con las tropas del rey Esteban de Inglaterra, enviadas por el arzobispo Thurstan de York y Walter Espec, señor del castillo de Helmsley.
Robert de Brus, lord de Annadale, uno de los líderes del ejército anglo-normando cercano al rey escocés, y que fue enviado para persuadirle de retirarse sin combatir contra sus antiguos aliados. Fracasó en su intento por convencerlo, y tuvo que romper su voto de fidelidad con el rey escocés.
La batalla concluyó con la derrota de los escoceses, que puso fin a su intento de conquistar el condado de Northumbria. Más tarde llegaría el tratado de Durham, en 1139, que pacificó la frontera anglo-escocesa.
El nombre de esta batalla proviene de las banderas de Saint-Pierre de York, de Saint-Jean de Beverley y de Saint-Wilfrid de Ripon que arbolaban los ingleses durante la contienda.